# اسکاندیوم اکسید
اسکاندیوم اکسید (به انگلیسی: Scandium oxide) با فرمول شیمیایی Sc۲O۳ یک ترکیب شیمیایی است؛ که جرم مولی آن ۱۳۷٫۹۱ g/mol می‌باشد.